# Jakob Billström
Jakob Mauritz Billström, född 12 december 1880 i Jakob och Johannes församling, Stockholm, död 15 februari 1953 i Klara församling, Stockholm, var en svensk läkare.
Billström blev medicine kandidat vid Karolinska institutet 1903, medicine licentiat 1907 och medicine doktor 1910. Han var amanuens vid Stockholms hospital (Konradsberg) 1907, vid Lunds hospital 1908, vid Serafimerlasarettets neurologiska klinik 1909 och därefter praktiserande läkare i Stockholm, och ägnade sig i sin verksamhet främst åt funktionella nervsjukdomar och neurosbehandling. Han var psykiatrisk sakkunnig vid Statens biografbyrå och ordförande i styrelsen för Stockholms arbetareinstitut. 
År 1910 gifte han sig med Astrid Brate (1888–1929), dotter till Erik Brate och Fanny Brate.